# 卡拉马尼科泰尔梅
卡拉马尼科泰尔梅（義大利語：Caramanico Terme），是意大利阿布鲁佐大区佩斯卡拉省的一个市镇。总面积84.55平方公里，人口2036人，人口密度24.1人/平方公里（2009年）。ISTAT代码为068007。